# Rodolfo Hoyos Jr.
Rodolfo Hoyos, Jr. (Città del Messico, 14 marzo 1916 – California, 15 aprile 1983) è stato un attore e scenografo messicano naturalizzato cubano.

## Filmografia

### Cinema
- Me and You (1942)
- Duello sulla Sierra Madre (Second Chance), regia di Rudolph Maté (1953)
- Zingaro (Gypsy Colt), regia di Andrew Marton (1954)
- L'americano (The Americano), regia di William Castle (1955)
- I tre fuorilegge (The Three Outlaws), regia di Sam Newfield (1956)
- Oro nella polvere (Ten Days to Tulara), regia di George Sherman (1958)
- Il cavaliere della valle d'oro (California), regia di Hamil Petroff (1963)

### Televisione
- The 20th Century-Fox Hour – serie TV, episodio 1x03 (1955)
- TV Reader's Digest – serie TV, episodio 2x12 (1956)
- The Star and the Story – serie TV, episodio 2x14 (1956)
- Wire Service – serie TV, episodio 1x32 (1957)
- Have Gun - Will Travel – serie TV, episodio 1x37 (1958)
- Sugarfoot – serie TV, episodi 1x10-2x01 (1958)
- Westinghouse Desilu Playhouse – serie TV, episodio 1x24 (1959)
- Peter Gunn – serie TV, episodio 1x37 (1959)
- The Texan – serie TV, episodio 2x13 (1959)
- June Allyson Show (The DuPont Show with June Allyson) – serie TV, episodio 1x07 (1959)
- Maverick – serie TV, episodio 3x16 (1960)
- Ricercato vivo o morto (Wanted: Dead or Alive) – serie TV, episodio 3x14 (1960)
- Indirizzo permanente (77 Sunset Strip) – serie TV, 6 episodi (1960-1963)
- Bonanza – serie TV, 4 episodi (1960-1967)
- Carovana (Stagecoach West) – serie TV, episodio 1x25 (1961)
- Pete and Gladys – serie TV, episodio 1x36 (1961)
- Thriller – serie TV, episodio 1x22 (1961)
- Corruptors (Target: The Corruptors) – serie TV, episodio 1x26 (1962)
- The Wide Country – serie TV, episodio 1x24 (1963)
- La legge di Burke (Burke's Law) – serie TV, episodio 3x11 (1965)
- Selvaggio west (The Wild Wild West) – serie TV, episodio 1x15 (1965)
- Kronos - Sfida al passato (The Time Tunnel) – serie TV, episodi 1x13-1x21 (1966-1967)
- Le spie (I Spy) – serie TV, 2 episodi (1966-1968)
- I giorni di Bryan (Run for Your Life) – serie TV, episodio 2x26 (1967)
- Rango – serie TV, episodio 1x14 (1967)
- Squadra speciale anticrimine (The Felony Squad) – serie TV, episodio 2x23 (1968)
- Sui sentieri del West (The Outcasts) – serie TV, episodio 1x24 (1969)
- Ai confini dell'Arizona (The High Chaparral) – serie TV, episodio 4x10 (1970)
- Il virginiano (The Virginian) – serie TV, episodio 9x02 (1970)
- Le strade di San Francisco (The Streets of San Francisco) – serie TV, episodio 1x14 (1973)
- L'uomo da sei milioni di dollari (The Six Million Dollar Man) – serie TV, episodio 1x10 (1974)

## Vita privata
Era il padre dell'attrice Terri Hoyos.